# 托勒 (新墨西哥州)
托勒（英語：Tolar）是位於美國新墨西哥州羅斯福縣的鬼鎮。

## 歷史
托勒的郵局於1905年設立，其後於1946年停運。

## 地理
托勒所處的海拔為高於海平面1287米（即4222英呎），而該地所採用的時區為UTC-7，即北美山地时区（MST）。同時該地設有夏令時間，為UTC-7調快一小時，即UTC-6（MDT）。